# 莱卡巴讷
莱卡巴讷（法語：Les Cabannes，法語發音：[le kaban]）是法国奥克西塔尼大区塔恩省的一个市镇，属于阿尔比区。

## 地理
莱卡巴讷（44°4'1"N, 1°56'26"E）面积6.16 平方千米，位于法国奧克西塔尼大區塔恩省，该省份为法国南部内陆省份，北起顺时针与阿韦龙省、埃罗省、奥德省、上加龙省和塔恩-加龙省接壤。
与莱卡巴讷接壤的市镇（或旧市镇、城区）包括：阿马朗、科尔德叙谢勒、拉巴尔特布莱、穆齐耶伊帕南、万德拉克-阿莱拉克。

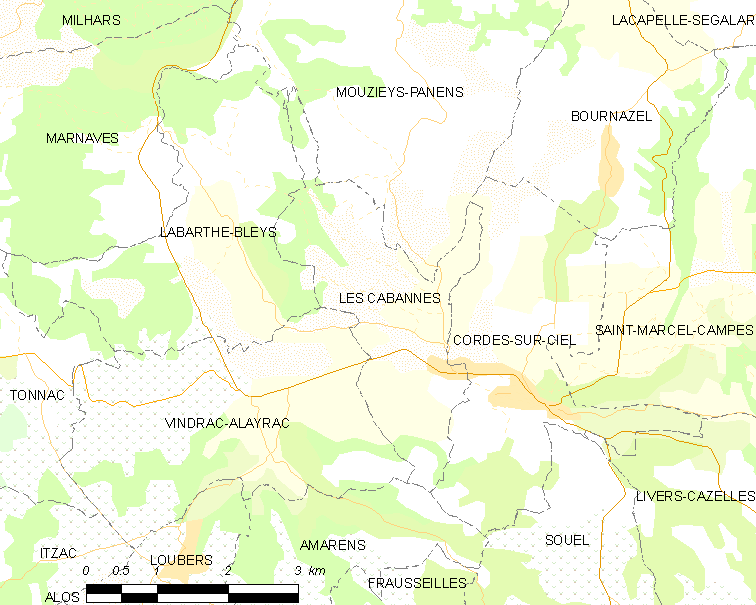
莱卡巴讷的OSM定位图

莱卡巴讷的时区为UTC+01:00、UTC+02:00（夏令时）。

## 行政
莱卡巴讷的邮政编码为81170，INSEE市镇编码为81045。

## 政治
莱卡巴讷所属的省级选区为卡尔莫第二县。

## 人口

1962-2008年间莱卡巴讷人口变化图示

莱卡巴讷于2022年1月1日时的人口数量为366人。